# Deutsche Alpine Skimeisterschaften 2022
Die Deutschen Alpinen Skimeisterschaften 2022 fanden vom 22. bis 30. März 2022 in Garmisch-Partenkirchen in den Disziplinen Abfahrt, Super-G und Kombination und in Seefeld in Tirol (Österreich) in den Disziplinen Riesenslalom und Slalom statt. Die Rennen waren zumeist international besetzt, um die Deutsche Meisterschaft fuhren jedoch nur die deutschen Teilnehmer.

## Herren

### Abfahrt
| Platz | Name              | Zeit        |
| ----- | ----------------- | ----------- |
| 01    | Romed Baumann     | 0:58,13 min |
| 02    | Simon Jocher      | 0:58,32 min |
| 03    | Josef Ferstl      | 0:58,38 min |
| 04    | Dominik Schwaiger | 0:58,67 min |
| 05    | Andreas Sander    | 0:58,90 min |
| 06    | Christoph Brence  | 0:59,54 min |
| 07    | Luis Vogt         | 0:59,58 min |
| 08    | Juhan Luik        | 0:59,93 min |
| 09    | Linus Straßer     | 1:00:04 min |
| 010   | Marinus Sennhofer | 1:00,07 min |

Datum: 23. März 2022

Ort: Garmisch-Partenkirchen

Start: 1690 m, Ziel: 1188 m

Länge: 1900 m

Höhendifferenz: 502 m

Tore: 24

### Super-G
| Platz | Name               | Zeit        |
| ----- | ------------------ | ----------- |
| 01    | Andreas Sander     | 1:05,04 min |
| 02    | Simon Jocher       | 1:05,24 min |
| 03    | Romed Baumann      | 1:05,47 min |
| 04    | Josef Ferstl       | 1:06,22 min |
| 05    | Matthias Iten      | 1:06,29 min |
| 06    | Maximilian Schwarz | 1:06,48 min |
| 07    | Josua Mettler      | 1:06,51 min |
| 08    | Emanuele Buzzi     | 1:06,75 min |
| 09    | Lars Rösti         | 1:07,04 min |
| 010   | Linus Witte        | 1:07,07 min |

Datum: 29. März 2022

Ort: Garmisch-Partenkirchen

Start: 1690 m, Ziel: 1190 m

Länge: 1900 m

Höhendifferenz: 500 m

Tore: 39

### Riesenslalom
| Platz | Name               | Zeit        |
| ----- | ------------------ | ----------- |
| 01    | Alexander Schmid   | 1:56,04 min |
| 02    | Linus Straßer      | 1:56,81 min |
| 03    | Fabio Gstrein      | 1:57,03 min |
| 04    | Dominik Raschner   | 1:57,38 min |
| 05    | Thomas Dorner      | 1:57,41 min |
| 06    | Noah Geihseder     | 1:57,61 min |
| 07    | Ian Gut            | 1:57,65 min |
| 07    | Kilian Pramstaller | 1:57,65 min |
| 09    | Jonas Stockinger   | 1:57,67 min |
| 010   | Simon Luca Wolf    | 1:57,70 min |

Datum: 27. März 2022

Ort: Seefeld in Tirol (AUT)

Start: 1500 m, Ziel: 1200 m

Länge: 1200 m

Höhendifferenz: 300 m

Tore 1. Lauf: 37, Tore 2. Lauf: 37

### Slalom
| Platz | Name             | Zeit        |
| ----- | ---------------- | ----------- |
| 01    | Alexander Schmid | 1:26,41 min |
| 02    | Laurie Taylor    | 1:26,92 min |
| 03    | Julian Rauchfuss | 1:26,96 min |
| 04    | Linus Straßer    | 1:27,01 min |
| 05    | Sam Maes         | 1:27,12 min |
| 05    | Anton Tremmel    | 1:27,12 min |
| 07    | Nikolaus Pföderl | 1:27,15 min |
| 08    | Thomas Dorner    | 1:27,37 min |
| 09    | Lukas Feurstein  | 1:27,41 min |
| 010   | Adrian Meisen    | 1:27,44 min |

Datum: 26. März 2022

Ort: Seefeld in Tirol (AUT)

Start: 1375 m, Ziel: 1216 m

Länge: 375 m

Höhendifferenz: 159 m

Tore 1. Lauf: 55, Tore 2. Lauf: 54

### Kombination
| Platz | Name               | Zeit        |
| ----- | ------------------ | ----------- |
| 01    | Linus Witte        | 1:46,93 min |
| 02    | Maximilian Schwarz | 1:47,18 min |
| 03    | Marinus Sennhofer  | 1:48,18 min |
| 04    | Juhan Luik         | 1:49,22 min |
| 05    | Felix Lindenmayer  | 1:49,24 min |
| 05    | Maarten Meiners    | 1:49,24 min |
| 07    | Harry Laidlaw      | 1:49,33 min |
| 08    | Felix Rösle        | 1:50,45 min |
| 09    | Simon Widmesser    | 1:50,92 min |
| 010   | Raphael Fischer    | 1:51,07 min |

Datum: 30. März 2022

Ort: Garmisch-Partenkirchen

Start: 1690 m, Ziel: 1190 m (Super-G)

Länge: 1900 m

Höhendifferenz: 500 m

Tore Super-G: 39, Tore Slalom: 54

## Damen

### Abfahrt
| Platz | Name                       | Zeit        |
| ----- | -------------------------- | ----------- |
| 01    | Roni Remme                 | 1:01,17 min |
| 02    | Emma Aicher                | 1:01,18 min |
| 03    | Katrin Hirtl-Stanggaßinger | 1:01,71 min |
| 04    | Nadine Kapfer              | 1:01,84 min |
| 05    | Tereza Nová                | 1:01,96 min |
| 06    | Sabrina Simader            | 1:02,45 min |
| 07    | Sophia Eckstein            | 1:02,59 min |
| 08    | Luisa Klapprott            | 1:02,68 min |
| 09    | Barbora Nováková           | 1:02,72 min |
| 010   | Rosalie Kotz               | 1:02,95 min |

Datum: 23. März 2022

Ort: Garmisch-Partenkirchen

Start: 1690 m, Ziel: 1188 m

Länge: 1900 m

Höhendifferenz: 502 m

Tore: 24

### Super-G
| Platz | Name                       | Zeit        |
| ----- | -------------------------- | ----------- |
| 01    | Emma Aicher                | 1:07,89 min |
| 02    | Karen Smadja Clement       | 1:08,27 min |
| 03    | Stephanie Venier           | 1:08,95 min |
| 04    | Katrin Hirtl-Stanggaßinger | 1:09,19 min |
| 05    | Luisa Klapprott            | 1:09,50 min |
| 06    | Nadine Kapfer              | 1:09,76 min |
| 07    | Sabrina Simader            | 1:09,97 min |
| 08    | Rosalie Kotz               | 1:10,07 min |
| 09    | Sophia Eckstein            | 1:10,79 min |
| 010   | Antonia Kermer             | 1:10,89 min |

Datum: 29. März 2022

Ort: Garmisch-Partenkirchen

Start: 1690 m, Ziel: 1190 m

Länge: 1900 m

Höhendifferenz: 500 m

Tore: 39

### Riesenslalom
| Platz | Name                       | Zeit        |
| ----- | -------------------------- | ----------- |
| 01    | Marlene Schmotz            | 1:54,79 min |
| 02    | Emma Aicher                | 1:55,28 min |
| 03    | Sophia Waldauf             | 1:55,76 min |
| 04    | Priska Nufer               | 1:55,87 min |
| 05    | Leona Popović              | 1:55,95 min |
| 06    | Anna Schillinger           | 1:56,00 min |
| 07    | Jessica Hilzinger          | 1:56,02 min |
| 08    | Katrin Hirtl-Stanggaßinger | 1:56,69 min |
| 09    | Roni Remme                 | 1:56,89 min |
| 010   | Antonia Kermer             | 1:57,31 min |

Datum: 26. März 2022

Ort: Seefeld in Tirol (AUT)

Start: 1500 m, Ziel: 1200 m

Länge: 1200 m

Höhendifferenz: 300 m

Tore 1. Lauf: 37, Tore 2. Lauf: 37

### Slalom
| Platz | Name              | Zeit        |
| ----- | ----------------- | ----------- |
| 01    | Emma Aicher       | 1:34,24 min |
| 02    | Jessica Hilzinger | 1:34,45 min |
| 03    | Kim Marschel      | 1:35,18 min |
| 04    | Lara Klein        | 1:35,42 min |
| 05    | Sarah Prantl      | 1:35,81 min |
| 06    | Axelle Mollin     | 1:35,94 min |
| 07    | Luisa Mangold     | 1:35,99 min |
| 08    | Celina Herz       | 1:36,40 min |
| 09    | Jana Fritz        | 1:36,76 min |
| 010   | Julia Groß        | 1:36,95 min |

Datum: 27. März 2022

Ort: Seefeld in Tirol (AUT)

Start: 1375 m, Ziel: 1216 m

Länge: 375 m

Höhendifferenz: 159 m

Tore 1. Lauf: 55, Tore 2. Lauf: 54

### Kombination
| Platz | Name                       | Zeit        |
| ----- | -------------------------- | ----------- |
| 01    | Emma Aicher                | 1:49,69 min |
| 02    | Karen Smadja Clement       | 1:51,70 min |
| 03    | Kim Marschel               | 1:52,40 min |
| 04    | Luisa Klapprott            | 1:52,65 min |
| 05    | Katrin Hirtl-Stanggaßinger | 1:52,97 min |
| 06    | Anouck Errard              | 1:53,35 min |
| 07    | Sophia Eckstein            | 1:53,48 min |
| 08    | Tifany Roux                | 1:53,61 min |
| 09    | Christina Leitner          | 1:54,88 min |
| 010   | Emily Wörle                | 1:56,39 min |

Datum: 30. März 2022

Ort: Garmisch-Partenkirchen

Start: 1690 m, Ziel: 1190 m (Super-G)

Länge: 1900 m

Höhendifferenz: 500 m

Tore Super-G: 39, Tore Slalom: 54